# Verwaltungsgemeinschaft Baunach
Die Verwaltungsgemeinschaft Baunach liegt im Landkreis Bamberg und besteht aus den folgenden Gemeinden:
- Baunach, Stadt, 3936 Einwohner, 32,14 km²
- Gerach, 1031 Einwohner, 7,78 km²
- Lauter, 1197 Einwohner, 12,40 km²
- Reckendorf, 1979 Einwohner, 13,06 km²

Sitz der 1978 gegründeten Verwaltungsgemeinschaft ist die Stadt Baunach. Alle Teile zählen zur Metropolregion Nürnberg.
Amtliches Bekanntmachungsorgan der Verwaltungsgemeinschaft und ihrer Mitgliedsgemeinden ist das Mitteilungsblatt der Verwaltungsgemeinschaft. Das Mitteilungsblatt erschien bis einschließlich 2024 wöchentlich, seit dem 1. Januar 2025 erscheint es zweiwöchentlich. 
Die Verwaltungsgemeinschaft Baunach wurde im Juli 2023 vom Bayerischen Staatsministerium für Digitales als Digitales Amt ausgezeichnet. Dieses Siegel erhalten alle Kommunen, die mindestens 50 Online-Verfahren anbieten.
Die vier Mitgliedsgemeinden haben ihre kommunalen Bauhöfe zu einem VG-Bauhof zusammengeschlossen. Der VG-Betrieb startete am 1. Januar 2025, er übernimmt alle Aufgaben eines kommunalen Bauhofes einschließlich Wasserversorgung und Abwasserentsorgung. Es werden insgesamt vier Kläranlagen sowie fünf Trinkwasserbrunnen betrieben. Vorausgegangen war ein mehrjähriger Prozess zur Zusammenführung der Bauhöfe. Ziel dieses Zusammenschlusses soll es sein, die Schlagkraft des Bauhofes zu stärken und die übertragenen Aufgaben effizient erledigen zu können.

## Politik
Die Verwaltungsgemeinschaft wird von der Gemeinschaftsversammlung verwaltet, soweit nicht der Gemeinschaftsvorsitzende zuständig ist. Die Gemeinschaftsversammlung besteht aus Vertreterinnen und Vertretern der Mitgliedsgemeinden, darunter dem jeweiligen Ersten Bürgermeister bzw. der Ersten Bürgermeisterin sowie Gemeinderatsmitgliedern. Die Zahl der Gemeinderatsmitglieder hängt von der Einwohnerzahl ab. 
Die Gemeinschaftsversammlung setzt sich in der Wahlperiode 2020/2026 aus sechs Vertreterinnen und Vertretern der Stadt Baunach, vier Vertretern der Gemeinde Reckendorf, drei Vertretern der Gemeinde Lauter sowie zwei Vertreterinnen und Vertretern der Gemeinde Gerach.
Die Gemeinschaftsversammlung wählt aus dem Kreis der Ersten Bürgermeisterinnen und Bürgermeister den Gemeinschaftsvorsitzenden. 
Der Gemeinschaftsvorsitzende ist seit 2020 der Erste Bürgermeister der Stadt Baunach, Tobias Roppelt. Vertreten wird er durch den Ersten Bürgermeister der Gemeinde Lauter, Ronny Beck.